# Campeonato Paraense de Futebol de 1993
O Campeonato Paraense de Futebol de 1993 foi a 81º edição da divisão principal do campeonato estadual do Pará. O campeão foi o Remo que conquistou seu 33º título na história da competição com uma campanha invicta. O Paysandu foi o vice-campeão. O artilheiro do campeonato foi Ageu, jogador do Tuna Luso, com 8 gols marcados.

## Participantes
| Equipe          | Cidade               | Títulos (mais recente) | Part. |
| --------------- | -------------------- | ---------------------- | ----- |
| Bragantino      | Bragança             | 0 (não possui)         | 1ª    |
| Independente-PA | Belém                | 0 (não possui)         | 7     |
| Izabelense      | Santa Izabel do Pará | 0 (não possui)         | 14    |
| Marituba        | Marituba             | 0 (não possui)         | 2     |
| Paysandu        | Belém                | 36 (1992)              | 77    |
| Pinheirense     | Belém                | 0 (não possui)         | 17    |
| Remo            | Belém                | 32 (1991)              | 77    |
| Sport Belém     | Belém                | 0 (não possui)         | 27    |
| Tiradentes-PA   | Belém                | 0 (não possui)         | 20    |
| Tuna Luso       | Belém                | 10 (1988)              | 59    |

Chave A
- Paysandu (Belém)
- Tuna (Belém)
- Bragantino (Bragança)
- Tiradentes (Belém)
- Pinheirense (Belém)
- Santa Rosa (Belém)

Chave B
- Remo (Belém)
- Izabelense (Santa Izabel)
- Sport Belém (Belém)
- Marituba (Marituba)
- Independente (Belém)

## Campanha do campeão
Primeiro turno
- Remo 4 x 0 Marituba - 4 de abril de 1993.
- Remo 3 x 0 Independente - 12 de abril de 1993.
- Remo 2 x 0 Sport Belém - 19 de abril de 1993.
- Remo 2 x 0 Izabelense - 26 de abril de 1993.

Obs.: O Clube do Remo ganhou o primeiro lugar da Chave B e um ponto de bonificação à segunda fase do primeiro turno do campeonato.
- Remo 2 x 2 Pinheirense - 2 de maio de 1993.
- Remo 2 x 0 Bragantino - 6 de maio de 1993.
- Remo 0 x 0 Tuna - 9 de maio de 1993.
- Remo 0 x 0 Paysandu - 16 de maio de 1993.
- Remo 1 x 0 Paysandu - 20 de maio de 1993.
- Remo 3 x 1 Paysandu - 23 de maio de 1993.

Obs.: Clube do Remo campeão do primeiro turno.
Segundo turno
- Remo 0 x 0 Bragantino - 5 de junho de 1993.
- Remo 4 x 0 Santa Rosa - 9 de junho de 1993.
- Remo 2 x 0 Pinheirense - 15 de junho de 1993.
- Remo 10 x 0 Tiradentes - 20 de junho de 1993.
- Remo 2 x 1 Tuna - 28 de junho de 1993.
- Remo 1 x 0 Paysandu - 5 de julho de 1993.
- Remo 5 x 0 Independente - 8 de julho de 1993.
- Remo 4 x 1 Marituba - 14 de julho de 1993.
- Remo 1 x 1 Paysandu - 26 de julho de 1993.
- Remo 1 x 0 Paysandu - 4 de agosto de 1993.

Obs.: Clube do Remo campeão do segundo turno e do campeonato.

## Premiação
| Campeonato Paraense de 1993 |
| Belém                       |
| --------------------------- |
| Remo Campeão (33º título)   |